# Linimo
Linimo (リニモ, Rinimo) est une ligne de train à sustentation magnétique, située dans la préfecture d'Aichi au Japon, près de la ville de Nagoya. Initialement conçue pour desservir l'Expo 2005, la ligne est toujours en activité. La ligne est exploitée par la compagnie Aichi Rapid Transit Co., Ltd.

## Histoire
La ligne ouvre la 6 mars 2005, un peu moins de 3 semaines avant le début de l'Exposition spécialisée de 2005.

## Caractéristiques

### Ligne
- Nom officiel : Ligne Aichi Rapid Transit Tōbu Kyūryō (愛知高速交通東部丘陵線)
- Longueur : 8,9 km
- Alimentation : 1 500 V par troisième rail
- Distance rail/véhicule : 8 mm[1]

### Liste des stations
La ligne possède 9 stations numérotées de L01 à L09.

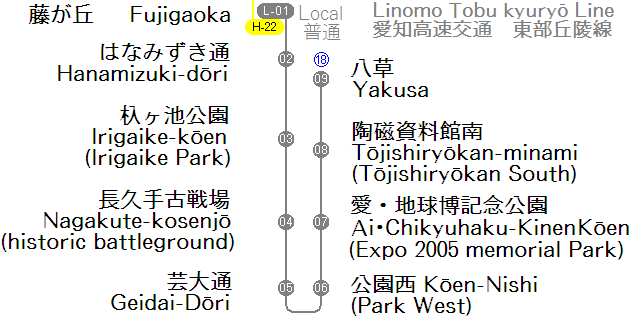
Plan de la ligne

| Numéro | Station                 | Nom japonais       | Distance depuis Fujigaoka (km) | Correspondances                 | Ville    |
| ------ | ----------------------- | ------------------ | ------------------------------ | ------------------------------- | -------- |
| L01    | Fujigaoka               | 藤が丘             | 0                              | Métro de Nagoya : Higashiyama   | Nagoya   |
| L02    | Hanamizuki-dōri         | はなみずき通       | 1,4                            |                                 | Nagakute |
| L03    | Irigaike-kōen           | 杁ヶ池公園         | 2,3                            |                                 | Nagakute |
| L04    | Nagakute Kosenjō        | 長久手古戦場       | 3,4                            |                                 | Nagakute |
| L05    | Geidai-dōri (ja)        | 芸大通             | 4,5                            |                                 | Nagakute |
| L06    | Kōen-nishi              | 公園西             | 6,0                            |                                 | Nagakute |
| L07    | Aichikyūhaku-kinen-kōen | 愛・地球博記念公園 | 7,0                            |                                 | Nagakute |
| L08    | Toji-shiryokan-minami   | 陶磁資料館南       | 8,0                            |                                 | Toyota   |
| L09    | Yakusa                  | 八草               | 8,9                            | Aichi Loop Railway : Aichi Loop | Toyota   |

### Matériel

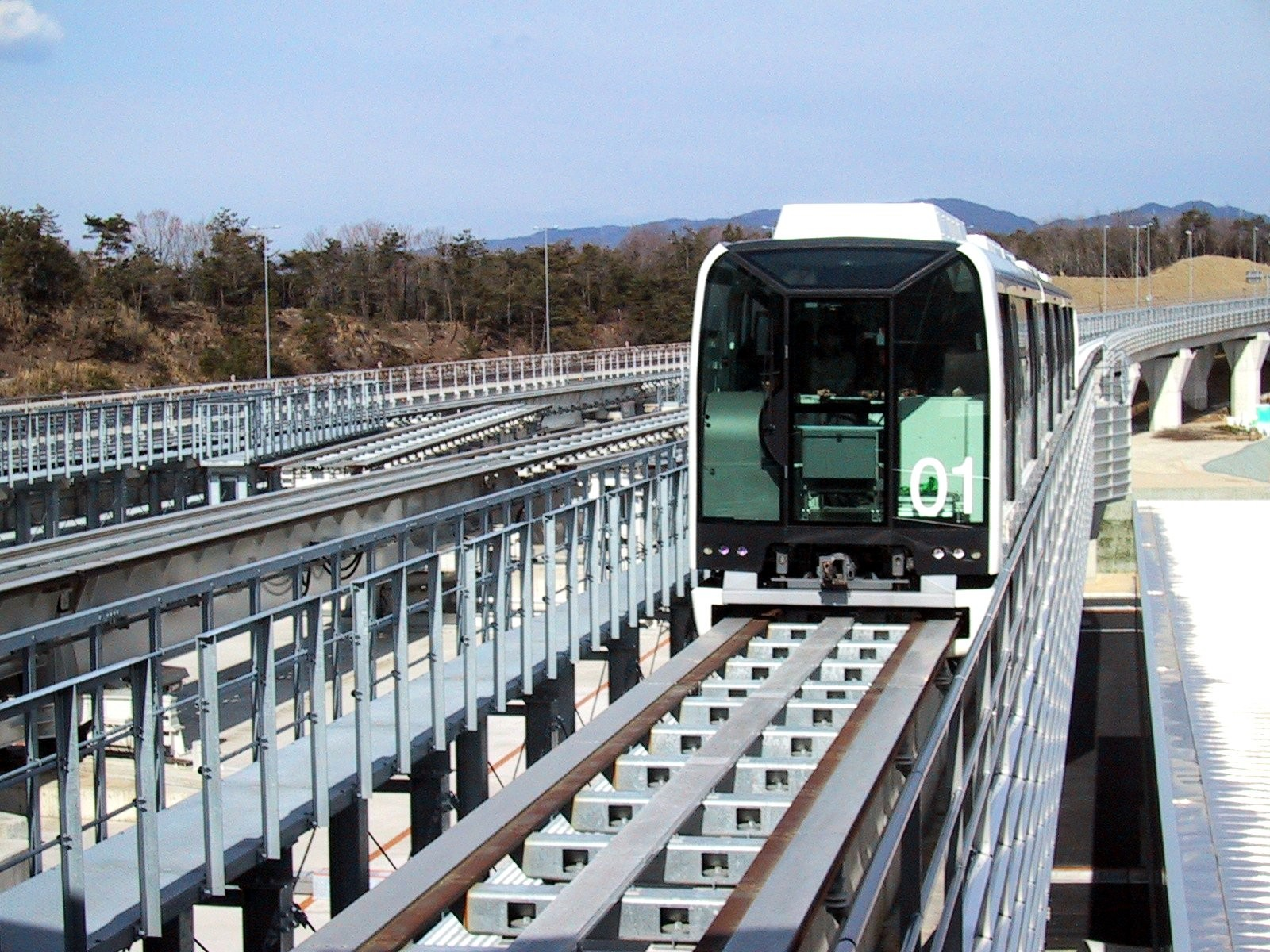
Rame série 100 du Linimo

La ligne est parcourue par des rames série 100 de 3 voitures à conduite automatique. Elles utilisent des moteurs linéaires.

## Exploitation
La ligne est parcourue en 17 minutes environ.